# Підгородне-Петрівське
Підгородне-Петрівське (крим. Pidgorodne-Petrivske) — колишнє село, що увійшло до складу Сімферополя. Зараз частина історичних місцевостей Султан-Базар та Петрівська балка.

## Історія
Петрівська слобідка з'явилася у 1784 році, неподалік від зруйнованого російською армією палацового комплексу калги-султана, під скелями Дженакай-Кир.
На вулиці Воровського, по непарній стороні № 29-39, збереглося кілька будинків, що були побудовані в серпні-вересні 1784 звільненими з російської армії за ордером Г. О. Потьомкіна солдатами.

Місце було вибрано з розумом: на території зруйнованого палацового комплексу було вдосталь будівельних матеріалів, земля тут була заплавна, заливна, з річковими наносами, а вода — поруч. Незабаром з південних губерній привезли молодих селянок, майбутніх дружин. Заснована слобода одержала назву Петровської — мабуть, на ім'я наглядача поселення капітана Вятського піхотного полку Петра Ванникова, що писав у рапорті від 28 жовтня 1784 року: 
«Поблизу цього міста Ак-Мечеті побудовано поселеними солдатами двадцять мазанок, в яких вони житимуть …».
Навесні 1785 р. у слободі вже мешкало близько 500 колишніх солдатів і солдатських сімей.
Згодом скелі Дженакай-Кир біля слободи були перейменовані у Петровські скелі, а сама слобода почала забудовуватися угору по балці Баликчи-Оба, зараз Петрівська балка, де знаходилося кримськотатарське село Керменчик.
У «Відомості про всі селища, що у Сімферопольському повіті перебувають…» 1805 року російські села йдуть окремим списком, і в слободі Підгородня записано 29 дворів та 118 жителів. Можна припустити, що після цього часу дві слободи об'єдналися у село Підгородне-Петрівське.
У 1860-х роках, після земської реформи Олександра II, село залишилося у складі перетвореної Сарабузької волості. За постановою губернського правління 30 квітня 1865 року було приєднано до міста.
Після Жовтневого заколоту та окупації Криму більшовиками, за постановою Кримревкому від 8 січня 1921 року було скасовано волосну систему і село з'являється знову як центр Підгородньо-Петрівського району Сімферопольського повіту, а 1922 року — округу.
11 жовтня 1923 року, згідно з постановою ВЦВК, до адміністративного поділу Кримської АРСР було внесено зміни, внаслідок яких було ліквідовано Підгородньо-Петровський район та утворено Сімферопольський, і село включили до його складу.
Відповідно до Списку населених пунктів Кримської АРСР по Всесоюзному перепису 17 грудня 1926 року, у передмісті Сімферополя Підгородньо-Петрівському, центру скасованої до 1941 року Підгородньо-Петровської сільради Сімферопольського району, налічувалося 153 двори, з 616 мешканцями, з них 473 росіян, 96 українців, 21 грек, 4 німці, 3 білоруси, 2 естонці, 1 латиш, 16 записані у графі «інші».
Мабуть, до цього часу село включили до складу Сімферополя, оскільки документальних згадок про Підгородне-Петровське далі не зустрічається.